# Бренда Фрикър
Бренда Фрикър (на английски: Brenda Fricker) е ирландска актриса. 

## Биография
Бренда Фрикър е родена на 17 февруари 1945 година в Дъблин, Ирландия.  Майка й „Бина“ (по рождение Мърфи) е учителка в Стратфордския колеж, а баща й Дезмънд Фредерик Фрикър работи в Министерството на земеделието и като „Фред Дезмънд“ е телевизионен оператор в RTE и журналист за „Ди Айриш Таймс“ (The Irish Times). 
Преди да стане актриса тя е асистент на художествения редактор на „Ди Айриш Таймс“, с надеждата да стане репортер. На 19-годишна възраст става актриса „случайно“,  кариерата й в игралното кино започва с малка некредитирана роля във филма „Човешко робство“ (1964), базиран на романа от 1915 г. на Съмърсет Моъм. Тя също се появява в „Tolka Row“, първата сапунена опера в Ирландия.

### Кариера
Кариерата и обхваща шест десетилетия на сцената и на екрана. Участвала е в повече от 30 филма и телевизионни роли. През 1990 г. тя става първата ирландска актриса, спечелила Оскар за най-добра поддържаща женска роля за биографичния филм „Моят ляв крак“ (1989). Тя също се появява във филми като „Полетата“ (1990), „Сам вкъщи 2: Изгубен в Ню Йорк“ (1992), „Време да убиваш“ (1996), „Вероника Герен“ (2003) и други
Тя е удостоена с встъпителната награда Морийн О'Хара на филмовия фестивал в Кери през 2008 г.  наградата се дава на жени, които са се отличили в избраната от тях област във филма. През 2020 г. тя е посочена под номер 26 в списъка на „Ди Айриш Таймс“ за най-великите филмови актьори на Ирландия. 

### Личен живот
Бренда Фрикър живее в Дъблин. Тя е била омъжена за режисьора Бари Дейвис. Казва, че нейните любови включват домашните й кучета, пиенето на Гинес, четенето на поезия и играта на снукър (веднъж тя каза, че е играла с целия екип на „Моят ляв крак“: „Играх билярд срещу 17 от тях и ги победих всичките.“). 
През 2012 г. Бренда Фрикър казва: „От всички филми, които съм правила, само в три съм почувствала, че съм се придвижила напред като актриса: „Cloudburst“, „Моят ляв крак“ и „Полетата“.“ 

## Избрана филмография
| Година | Филм                           | Оригинално заглавие          | Роля                | Режисьор        |
| ------ | ------------------------------ | ---------------------------- | ------------------- | --------------- |
| 1989   | Моят ляв крак                  | My Left Foot                 | Бриджит Фаган Браун | Джим Шеридан    |
| 1992   | Сам вкъщи 2: Изгубен в Ню Йорк | Home Alone: Lost in New York | жената с гълъбите   | Крис Кълъмбъс   |
| 1996   | Време да убиваш                | A Time to Kill               | Етей Туити          | Джоел Шумахер   |
| 2003   | Вероника Герен                 | Veronica Guerin              | Бърни Герен         | Джоел Шумахер   |
| 2004   | Копнеж за танц                 | Inside I'm Dancing           | Айлин               | Деймиън О'Донъл |